# Стенлі Шмідт
Стенлі Альберт Шмідт (нар. 7 березня 1944 року, Цинциннаті) — американський вчений-фізик та автор наукової фантастики. У період з 1978 по 2012 рік працював редактором журналу Analog Science Fiction and Fact.

## Життєпис
Шмідт народився у Цинциннаті, штат Огайо, і закінчив Цинциннатський університет у 1966 році. Потім навчався в університеті Case Western Reserve. Після отримання наукового ступеня став професором в Гейдельберзькому коледжі в Тіффіні, штат Огайо, викладав фізику, астрономію та наукову фантастику. Шмідт був редактором журналу Analog Science Fiction and Fact від 1978 року до виходу на пенсію 29 серпня 2012 року. Крім того, він був членом Ради Національного космічного суспільства та Музею фантастики і Залу слави.

## Номінація на премію Г'юґо
Він був номінований на премію Г'юґо найкращому професійному редактору журналу щороку з 1980 по 2006 рік, а також на премію Г'юґо за найкращу редактуру короткої форми кожного року з 2007 року до 2013 року. Він став переможцем Г'юґо вперше у 2013 році. У 2013 році він отримав нагороду спеціального комітету за редакційну роботу.

## Вибрана бібліографія

### Романи
- Ньютон і квазі-яблуко (1975)
- Твіділлоп (1986)
- Аргонавт (2002)

### Коротка фантастика

#### Колекції
- Розрив покоління та інші історії (2002)

#### Твори короткої форми
- Спалах темряви (1968)
- Небажані посли (1968)
- Загублений Ньютон (1970)
- Недоступні зірки (1971)
- Пророк (1972)
- Його лояльна опозиція (1976)
- Паніка (1978)
- Камуфляж (1981)
- Твіділлоп (1981)
- Талісмани (1982)
- Війна за незалежність (1982)
- Чоловік на обкладинці (1990)
- Джонні Бердсід (1993 рік)
- Паралелі Пензансу (1998) з Майклом А. Бурштайном
- Добрі наміри (1998) з Джеком МакДевіттом
- Розрив покоління (2000)
- Помста Імператора (2002)